# Fundătură

Indicatorul Drum fără ieşire

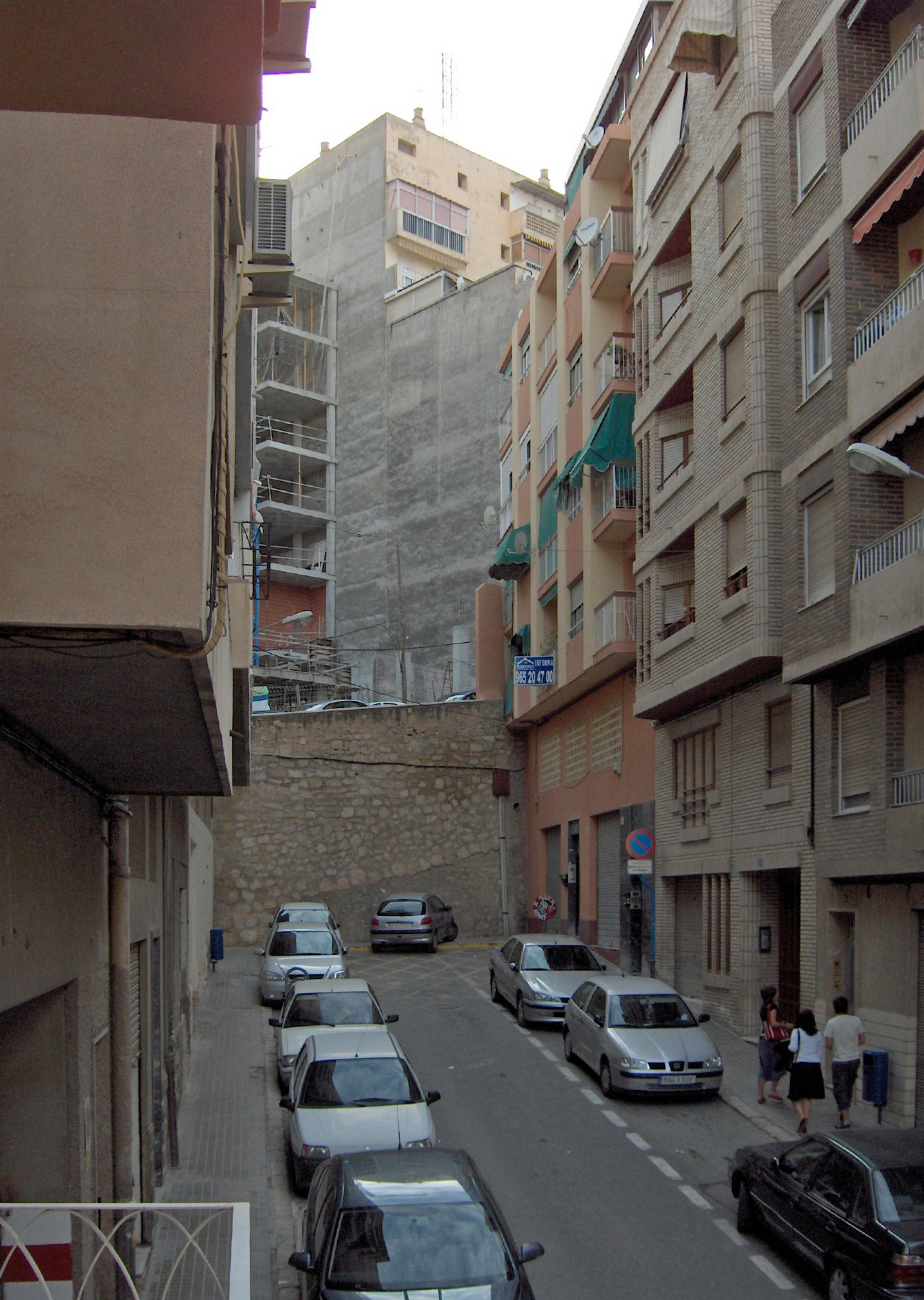
Fundătura Pare Mariana, Alicante, Spania

Fundătura este o stradă sau un oarecare alt drum, care este închis circulației la un capăt de către o construcție, obstacol natural, barieră sau lipsa de amenajare pentru circulația rutieră..